# 乾パン

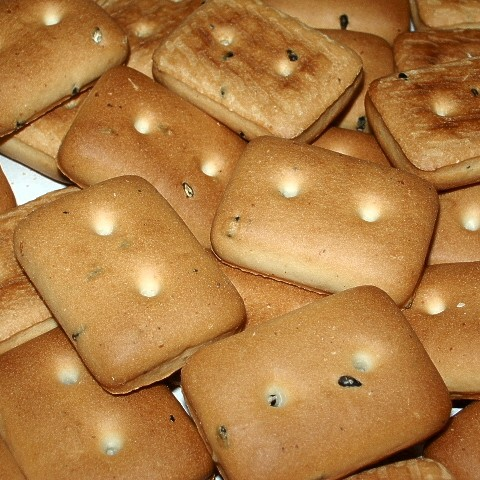
小型乾パン

乾パン（かんパン）は、ビスケットの一種。軍隊用の保存食であるハードタック（堅パン）にも分類される。

## 概要

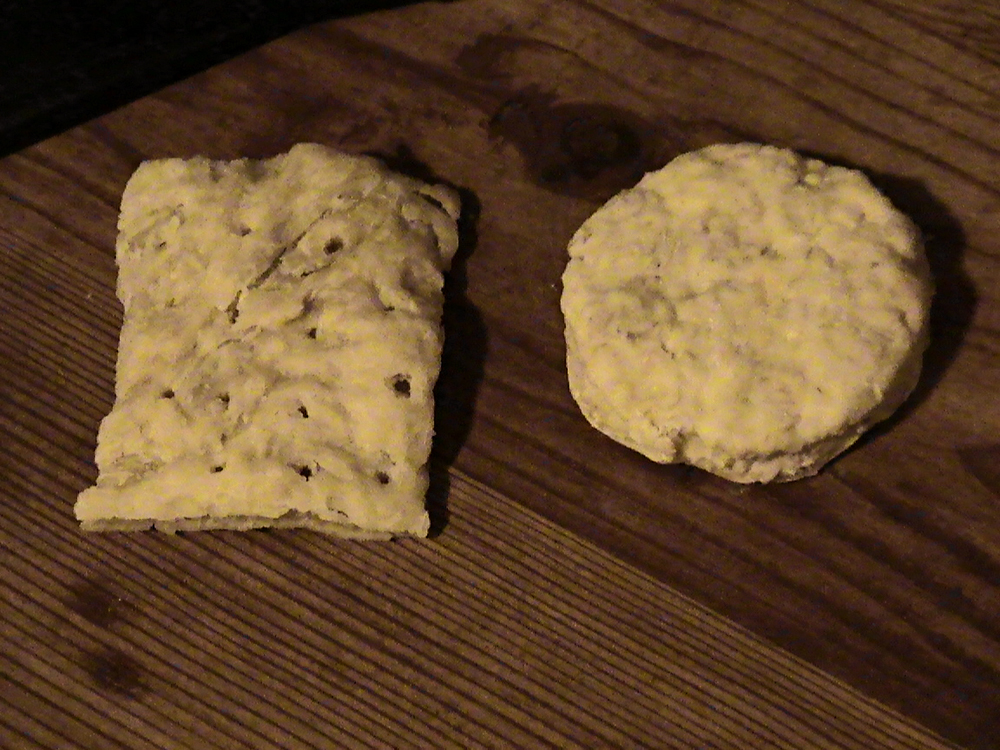
19世紀ごろのアメリカの軍用堅パン（ハードタック）

堅パンの起源は古く、ヨーロッパではローマ時代に兵糧として支給されていた記載がある。非常食の他に軍隊や登山者の携行食糧として用いられる。含水量が少ないために貯蔵性に優れており、多くの食料品が凍結してしまうような低温下においても平常時とほとんど変わらない状態を維持するから寒冷地における重要な糧食となっている。
日本における乾パンの始祖は天保13年（1842年）、韮山反射炉で有名な伊豆韮山代官、江川太郎左衛門担庵公。非常時に備え、保存できる軍用の携帯食としてパンを焼き始めた。外国文化の取り入れに熱心だった当時、水戸藩は「兵糧丸」、長州藩は「備急餅」、薩摩藩は「蒸餅」と名付けた軍用パンを作り、非常時に備えていた。
乾パンは明治期の大日本帝国陸軍が欧米の軍用ビスケットを改良して作った携帯口糧であり、「重焼麺麭 じゅうしょうめんぽう（重焼=〈回数を〉重ねて焼いた、麺麭=パン、すなわちビスケットのこと） 」と呼ばれた。1枚の大きさは後述する大型乾パンほどのサイズであった。のちに「乾麺麭（かんめんぽう、乾燥させたパン、の意）」と呼称され、昭和期にはさらなる改良が行われ、味形共に現在の小型乾パンと変わらないものとなり、名称や呼称も「乾パン」となった。
包装を缶詰にし、保存性を高めた製品がある。缶詰の製品には糖分を補うため、唾液を出やすくする目的で、しばしば氷砂糖や金平糖が同梱されている。乾パンは小麦粉、砂糖、食塩、ショートニングなどにイーストを加えて発酵させた後、140-150℃で焼き上げる。水分が少ないため、食感は最初は硬くて味のないビスケットのようであるが、よく噛めば口の中に小麦の香ばしさと甘みが広がる。栄養価を高めて食味を向上させるため、黒ゴマを加える場合もある。
非常食用の物は平均2.3%ほど（メーカーにより割合が微妙に僅差する）ベントナイトを添加し、膨潤性（水分を含むと体積が増加する）を持たせて満腹感を持続させ、腹持ちを良くしたものが多い。ベントナイトは珪藻土とともに加藤清正が熊本城の築城に際して篭城を想定し、芋茎とともに非常食用の土壁としても利用した。
飢餓・大災害・戦災に遭った国・地域に対し、緊急援助物資として送られることも多い。燃料や水すら満足に確保できないほど困窮している状況下では調理の必要がなく、飲料水がなくてもある程度喫食でき重宝される。菓子として普及した戦後はかなり美味になっている。

## 日本陸軍の乾パン
1877年に西南戦争が発生した。この時海軍の戦闘用糧食であった「ハードビスケット」、略称ハービスを参考とし、乾麺麭が非常糧食として採用された。分類は非常用の予備食料で、携行量は1食分を2枚とし、計6枚であった。
1890年6月24日から6月30日まで肉入乾麺麭が試験された。試験機関は第三師団軍医部であり、名古屋衛戍病院にて看護学修得兵19名、2班により、実施された。試験内容は前記日程において肉入乾麺麭および湯茶のみを飲食するものである。1班は定時に飲食し、もう1班は不定期に飲食した。肉入乾麺麭は1枚100g、牛肉が混入されて焼き上げられており、2枚で1食分である。この乾パンは極めて硬く、1食に30-40分を要したうえ、食べるためには1日平均1,707ccの湯茶を必要とした。これは日本人の味覚に合わず、連続して飲食し得るものではなかった。
1895年、日清戦争において乾パンに改良が施された。西南戦争中に使用された大型の乾麺麭を小型化したものである。経緯として、主戦場となる中国大陸では水が乏しく、食べるにあたり水の必要な糒（ほしい）に代わる食料が必要だったことが挙げられる。日本陸軍は凮月堂に小型ビスケット製造の指示を与えたが、凮月堂のみでは生産が間に合わず、地方の菓子屋も動員された。乾パンの名称は「戦時用ビスケット」となり、後に重焼麺麭として改良された。
1904年6月から7月にかけ、携帯口糧試験が行われた。既存の携帯口糧は糒・牛缶・食塩が使用され、糒が主軸となっていた。ニーズとしてビスケットが要望され、そこで、大ビスケットと小ビスケット、糒が試験された。試験目標は以下の通りである。
- 栄養が完全であること。体力を維持する諸要素を含むこと。
- 重量容積ともに可能な限り小さく、また、携行に便利であること。
- 経時劣化せず、また、直に食べた際に手数を要しないこと。
- 佳味、または佳味の食となること。しかし、佳味過ぎるのは浪費されるために適さない。
- 補給し易く、かつ価格が可能な限り低廉であること。

西洋の陸軍では乾パンと同時にスープが提供されたが、日本軍では汁類の配給が行われず、完全なビスケット食には移行しなかった。日露戦争中は糒と重焼麺麭が両方とも用いられた。
日露戦争後、重焼麺麭は乾麺麭に名称変更された。理由は重焼が重傷の掛詞として嫌われたため。戦争後に、乾麺麭は以下のような欠点が指摘された。
- 連続して食べるには単味過ぎる。
- 食べる際に飲料が必要である。
- 携帯中に容易に壊れる。また、水分があると容易に溶解する。

品質改良は官民が協力して行った。麺麭は小麦粉の粘度が低く、焼き上げた後に衝撃を加えると容易に壊れた。そこでヨーロッパ産の小麦粉を使用したほか、国産小麦粉にも粘度の高い品種を使用した。また、品質、配合、製造工程、防湿などに改良が加えられた。新型の乾麺麭が戦闘に用いられたのは、青島要塞の攻略戦である。
大正期に入ると『戦用糧食品製造法大要』がまとめられた。大正5年には携帯糧食の内容が整った。これらの製造は陸軍糧秣本廠のほか、軍指定の民間会社が担当した。民間製品は陸軍糧秣本廠が検査を行い、合格したものを買い上げた。この時点での乾麺麭の規格は下記の通り。
- 原料 小麦粉、米粉、胡麻、砂糖、食塩、馬鈴薯、ホップ
- 規格 2個で1食となる。60個を箱に収容する。箱は木製で、内部にブリキの内張を施している。ちなみに1梱包が24.75kg、うち正味内容量が13.5kg。箱の寸度は縦67cm、横38cm、高さ42cmである[5]。

大型で非常に固く食べづらく、齧ろうとしたら歯が欠けた、割ろうと殴りつけたら手の皮が剥けた、等の証言が残っている。
1931年、乾麺麭はドイツ軍糧食のハードビスケットを参考に小型化され、1食は225g、金平糖が同封された。袋に包装され、日中戦争以降、軍用食料の国民への普及が意図された。そこで陸軍糧秣本廠の外郭団体として糧友会が組織され、携帯口糧の一般販売を開始。1934年当時の乾麺麭の市価は1食分15銭である。
1938年、『陸軍戦時給与規則細則中改正』により乾麺麭は以下のように規定された。
- 小麦粉を主体として製造。包装は乾麺麭220g、金平糖10gを木綿袋に収容する。口を四つ折りにし、糸で閉じた。寸度は幅145mm、深さ225mmである。梱包はまずブリキ箱に66食を収容、密閉の後、木箱に収める[7]。

## 自衛隊の乾パン
自衛隊の非常用糧食には大形と小形の2種類がある。

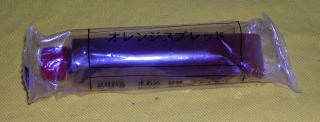
陸上自衛隊の戦闘糧食I型No.1（乾パン食）に付属するオレンジスプレッド

### 大形
海上自衛隊で採用。表面に15個の針穴がある。これを10枚1包として1食としている。チューブに入れられたオレンジスプレッドも配布される。カニヤ製。

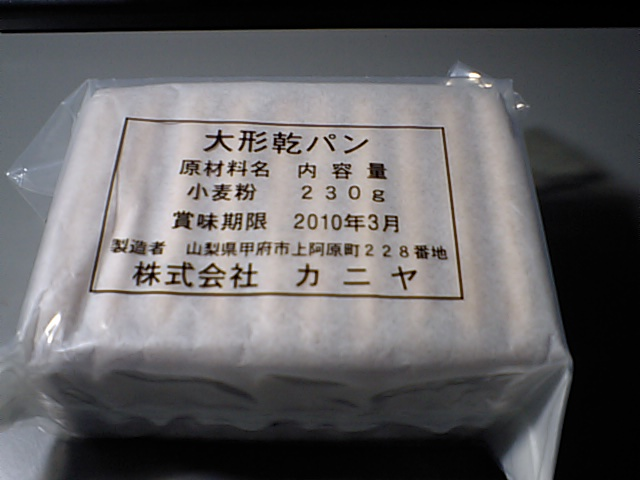
海上自衛隊の大型乾パンの外装
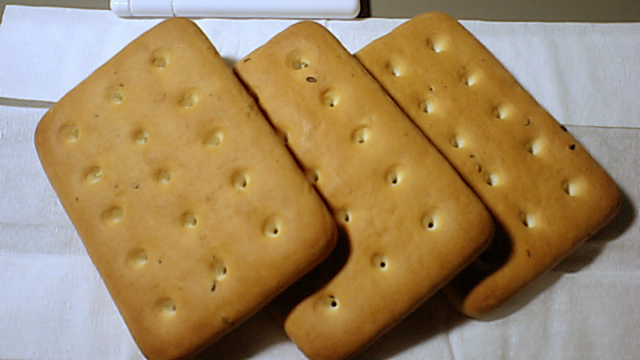
海上自衛隊の大型乾パン 画像上端に見えるものは比較用のミンティアのケース

### 小形
陸上自衛隊と航空自衛隊で採用。表面に2個の針穴がある。三立製菓製。
陸上自衛隊の戦闘糧食I型No.1では、これを150gと金平糖15gを同梱して主食とし、オレンジスプレッドおよびソーセージ缶の副食と合せて1食分としている。
戦闘糧食II型では、乾パン150gと金平糖15gを同梱した主食と副食のソーセージはそのままだが、オレンジスプレッドが無くなり、副食にツナサラダ75gが追加されている。